# Nowy Kozłów Pierwszy
Nowy Kozłów Pierwszy – wieś w Polsce położona w województwie mazowieckim, w powiecie sochaczewskim, w gminie Nowa Sucha. Ma status sołectwa. Leży nad Bzurą.
W latach 1975–1998 miejscowość administracyjnie należała do województwa skierniewickiego.